# Lars Arvidson (operasångare)
Lars Rune Arvidson, född 22 januari 1962 i Vänersborg, uppväxt i Norrköping, är en svensk opera- (basbaryton) och konsertsångare.
Arvidson har studerat på Kungliga Musikhögskolan i Stockholm åren 1981–1989 och vid operahögskolan 1994–1996.
Till rollerna hör Figaro och Bartolo i Figaros bröllop, Wotan i Rhenguldet och Don Alfonso i Così fan tutte med flera. Han har också sjungit de stora sakrala verken av kompositörer som Bach, Händel och Mozart.
Han har bland annat sjungit på Kungliga Operan i Stockholm, Folkoperan, Drottningholms slottsteater, Norrlandsoperan, Malmöoperan, Göteborgsoperan, Opéra-Comique i Paris, operan i Leipzig, operan i Amsterdam.